# Kalkulatorischer Unternehmerlohn
Der kalkulatorische Unternehmerlohn ist im Rechnungswesen ein Teil der kalkulatorischen Kosten, die dem Unternehmer für seine Tätigkeit als Geschäftsführer fiktiv zugrunde gelegt werden.

## Allgemeines
Es gibt Kostenarten im Unternehmen, die nicht als Aufwand (pagatorische Kosten) in der Gewinn- und Verlustrechnung erscheinen, aber dennoch bei der Kalkulation in der Kostenrechnung berücksichtigt werden müssen. Diese Zusatzkosten oder Anderskosten werden bei der unternehmensinternen Preiskalkulation berücksichtigt, damit sie die Selbstkosten der Kostenträger mit dem effektiven Werteverzehr belasten.

## Unternehmerlohn
Der Gesellschafter-Geschäftsführer einer GmbH oder AG erhält neben seinem Gewinnanteil als Gesellschafter ein Geschäftsführergehalt, das für die GmbH/AG Betriebsausgabe ist. Es gibt jedoch Rechtsformen, bei denen das Geschäftsführergehalt zwar den Handelsbilanzgewinn nicht jedoch den steuerlichen Gewinn mindert. Das betrifft insbesondere Einzelunternehmen und Personengesellschaften.
Nach § 121 Abs. 1 HGB steht dem Unternehmer zunächst vom Gewinn ein Anteil von 4 % seines Kapitalanteils zu (Zinsanteil), der verbleibende Saldo ist unter die Gesellschafter „nach Köpfen“ zu verteilen (Gewinnanteil; § 121 Abs. 3 HGB).
Die BGH-Rechtsprechung verbietet formelhafte Pauschalierungen des kalkulatorischen Unternehmerlohnes wie etwa aufgrund der veralteten Seifenformel. Sie erwartet einen im Einzelfall individuell ermittelten Unternehmerlohn. Nach Nr. 24 Abs. 3 der „Leitsätze für die Preisermittlung auf Grund von Selbstkosten (Anlage zur Verordnung PR Nr. 30/53 vom 21. November 1953)“ ist der Unternehmerlohn „unabhängig von den tatsächlichen Entnahmen des Unternehmers in der Höhe des durchschnittlichen Gehalts eines Angestellten mit gleichwertiger Tätigkeit in einem Unternehmen gleichen Standorts, gleichen Geschäftszweigs und gleicher Bedeutung oder mit Hilfe eines anderen objektiven Leistungsmaßstabs zu bemessen. Die Größe des Betriebs, der Umsatz und die Zahl der in ihm tätigen Unternehmer sind zu berücksichtigen.“

## Betriebswirtschaftliche Aspekte
Kalkulatorische Kosten werden zwar in der Kostenrechnung verrechnet und gehen auch in das Betriebsergebnis ein, wirken sich jedoch im externen handelsrechtlichen Jahresabschluss nicht aus und sind dort deshalb nicht erkennbar. Die interne Preiskalkulation richtet sich nicht nach dem handelsrechtlichen pagatorischen Ergebnis, sondern nach dem Ergebnis der Betriebsbuchhaltung, wo die kalkulatorischen Kosten erfasst werden. Die Preisuntergrenze würde zu niedrig kalkuliert, wenn auf die Einbeziehung der kalkulatorischen Mieten und Pachten verzichtet wird. Die interne Preiskalkulation liefert durch ihre Einbeziehung den Preis, den ein Unternehmen am Markt für seine Produkte oder Dienstleistungen idealerweise verlangen müsste. Ist dieser Preis aus Wettbewerbsgründen nicht erzielbar, muss der konkurrenzfähige Preis ausgewählt werden. Kalkulatorische Kosten sollen eine faire, vergleichbare Kostenstruktur im Rahmen einer Profitcenter-Rechnung erzeugen.

## Steuerliche Bewertung
Die Thematik und Diskussion um den kalkulatorischen Unternehmerlohn ist im Januar 2009 neu entstanden. Der Steuergesetzgeber hat zum 1. Januar 2009 das Bewertungsgesetz dahin gehend geändert, dass er anstatt des so genannten Stuttgarter Verfahrens für die Bewertung nicht notierter Anteile (i. d. R. GmbH-Anteile) nunmehr in den §§ 199 ff. BewG ein Vereinfachtes Ertragswertverfahren einführte, und zwar sowohl für nicht notierte Anteile als auch für Einzelunternehmen, Personengesellschaften und die freien Berufe. Die Höhe des Unternehmerlohnes wird nach der Vergütung bestimmt, die eine nicht beteiligte Geschäftsführung erhalten würde (§ 202 Abs. 1 Nr. 2 Buchst. d Satz 2 BewG).
Das Verfahren der Finanzverwaltung ist ein an Vergangenheitszahlen ausgerichtetes Unternehmensbewertungsverfahren. Mit der Problematik hat sich Peter Knief umfassend auseinandergesetzt. Die steuerliche Bewertung auch der freien Berufe (z. B. Ärzte, Steuerberater, Rechtsanwälte u. a.) wirft bei der Praxisbewertung erhebliche Probleme auf. Die Ermittlung des kalkulatorischen Freiberufler-Lohns und auch die Praxisbewertung hat Knief ausführlich beschrieben.